# Global Tools
Global Tools ist eine italienische Initiative von Designern und Architekten, die unter diesem Namen im Jahr 1973 ein Soziales Netzwerk gründeten. Ihr Ziel ist die gemeinsame Förderung alternativer Design- und Kunstideen.
Am 12. Januar 1973 formierte sich die Gruppe in der Redaktion der Zeitschrift Casabella. Gründungsmitglieder waren neben Archizoom, Gruppe 9999 und Superstudio auch einzelne Designer wie Ettore Sottsass und Gaetano Pesce. Außerdem schlossen sich die Zeitschriften Casabella und Rassegna an. Diese sollten regelmäßig über die Entwicklung und die Ergebnisse Global Tools’ berichten. Ziel des Zusammenschlusses war es, rund um Florenz ein Netzwerk von unabhängigen, radikalen Designlabors aufzubauen. Innerhalb dieser linksgerichteten Labors sollte der Designprozess als kulturschaffender Moment begriffen werden, um ihn von den restriktiven Möglichkeiten des Industriedesigns zu befreien. Ähnlich dem Arts & Crafts Movement verfolgte Global Tools die Wiedergewinnung von ästhetischen und emotionalen Werten. Außerdem sollte der Einsatz natürlicher Materialien gefördert werden. Wenn auch Global Tools selbst kein großer Erfolg beschieden war, diente die Gruppe bis in die 80er Jahre als Forum für Ideen des Radical Designs und hatte einen nicht zu verkennenden Einfluss auf spätere Gruppen wie Studio Alchimia oder Memphis Design.